# Ліндсі Вілсон (веслувальник)
Ліндсі Вілсон (англ. Lindsay Wilson, 15 жовтня 1948) — новозеландський академічний веслувальник.
Олімпійський чемпіон 1972 року в складі вісімки, бронзовий призер 1976 року в складі вісімки.
Бронзовий призер Чемпіонату світу 1974, 1975 років у складі вісімки.
Чемпіон Європи 1971 року в складі вісімки.